# Dusona cornellus
Dusona cornellus là một loài tò vò trong họ Ichneumonidae.